# Benjamin Seifert
Benjamin Seifert (* 9. Januar 1982) ist ein ehemaliger deutscher Skilangläufer. 
Er nahm seit 2000 zu Wettkämpfen der FIS teil. Bei den Junioren-Weltmeisterschaften 2000 im slowakischen Štrbské Pleso 57. über 10 Kilometer und 26. über 30 Kilometer. Ein Jahr später erzielte er bei den Nachwuchstitelkämpfen im polnischen Karpacz mit Platz zehn über 10 Kilometer und Platz 22 über 30 Kilometer schon bessere Ergebnisse. Bei seinen letzten Junioren-Weltmeisterschaften 2002 in Schonach im Schwarzwald erreicht er über 30 Kilometer als Achter seine beste Platzierung im Nachwuchsbereich. Sein bestes Ergebnis in einem Weltcuprennen erzielte er mit dem dritten Platz in einem Staffelrennen im französischen La Clusaz in der Saison 2006/07. Sein bestes Einzelresultat war ein zwölfter Platz über die 15 Kilometer in Lahti in der gleichen Saison. Im Alpencup holte er fünf Siege. Zudem belegte er viermal den zweiten und dreimal den dritten Platz. Seine beste Gesamtplatzierung dabei war der fünfte Platz in der Saison 2008/09.  Bei deutschen Meisterschaften siegte er 2008 mit der Staffel, 2009 über 10 km Freistil und mit der Staffel und 2010 über 10 km klassisch, in der Verfolgung und im Teamsprint zusammen mit Andy Kühne.
Sein letztes offizielles Rennen absolvierte Seifert am 9. März 2014. Er lebt in Oberwiesenthal.

## Siege bei Continental-Cup-Rennen
| Nr. | Datum             | Ort                     | Disziplin            | Serie    |
| --- | ----------------- | ----------------------- | -------------------- | -------- |
| 1.  | 28. Februar 2007  | Obertilliach            | 15 km klassisch Mst. | Alpencup |
| 2.  | 3. März 2007      | Val Casies              | 10 km klassisch      | Alpencup |
| 3.  | 16. Dezember 2007 | St. Ulrich am Pillersee | 15 km klassisch Mst. | Alpencup |
| 4.  | 8. März 2008      | Capracotta              | 10 km klassisch      | Alpencup |
| 5.  | 28. Februar 2009  | Campra TI               | 10 km klassisch Mst. | Alpencup |